# Pártok az 1956-os forradalom idején
Az 1956-os forradalom idején alakult, illetve újjáalakult pártok listája (az állampárt a forradalom kitörésekor a Magyar Dolgozók Pártja volt):
- Demokrata Néppárt
- Független Kisgazdapárt
- Magyar Forradalmi Ifjúság Pártja
- Magyar Szocialista Munkáspárt
- Nemzeti Parasztpárt (Petőfi Párt)
- Magyarországi Szociáldemokrata Párt
- Magyar Függetlenségi Párt

Egyéb politikai szervezetek:
- Dunántúli Nemzeti Tanács
- Magyar Nemzeti Forradalmi Bizottmány
- Magyar Értelmiségi Forradalmi Bizottság
- Magyar Parasztszövetség
- Munkástanácsok

Korábban alakult politikai (politizáló) szervezetek:
- MEFESZ
- Petőfi Kör

## Külső hivatkozások
- Feitl István: Parlamentarizmus és önigazgatás az 1956-os forradalomban